# Meißner
Meißner è un comune tedesco di 2 950 abitanti situato nel land dell'Assia.